# سیارک ۲۷۲۸۴
سیارک ۲۷۲۸۴ (به انگلیسی: 27284 Billdunbar، نامگذاری:2000AJ97)۲۷۲۸۴مین سیارک کشف شده‌است که در ۰۴ ژانویه ۲۰۰۰ کشف شد.